# Matrimonio igualitario en Eslovenia
El matrimonio igualitario en Eslovenia es legal desde el 9 de julio de 2022, luego de una sentencia del Tribunal Constitucional; la corte le entregó un plazo de seis meses al parlamento para adecuar la legislación a la constitución, aunque el fallo entró en vigor de inmediato. El 24 de febrero de 2017, entró en vigor la ley de uniones civiles, que concede a las parejas del mismo sexo todos los derechos asociados al matrimonio salvo los referidos a la homoparentalidad (la capacidad de adoptar hijos o de recurrir a técnicas de reproducción asistida). El primer artículo de la ley, de hecho, enuncia de forma explícita que la unión entre personas del mismo sexo “no es un matrimonio”.

## Historia
En julio de 2004 se presentó ante el Parlamento de Eslovenia la primera propuesta de unión civil que reconocía muchos de los derechos del matrimonio a las parejas formadas por personas del mismo sexo, excluyendo la adopción. Aunque pasó esta primera votación de la cámara, en la segunda votación celebrada en marzo de 2005 esta ley fue rechazada. El gobierno esloveno, encabezado por el Partido Demócrata Esloveno, presentó otra propuesta más restrictiva en derechos el 31 del mismo mes, que fue igualmente rechazada por el Partido Nacional Esloveno y calificada como insuficiente por socialdemócratas y liberales, que durante la votación se ausentaron del parlamento. Finalmente, la propuesta fue aprobada con 44 votos a favor y 3 en contra.
El 22 de julio de 2005, fue aprobada la unión civil entre personas del mismo sexo (en esloveno: Zakon o registraciji istospolne partnerske skupnosti (ZRIPS)), entrando en vigor el 23 de junio de 2006. Dicha unión civil reconocía pocos derechos a las parejas que se inscribieran en ella ya que, entre otros, excluía derechos relativos a la seguridad social, herencia o adopción.
Una pareja unida civilmente planteó una demanda ante el Tribunal Constitucional de Eslovenia sosteniendo que el artículo 22 de la ley de unión civil relativo a la herencia era discriminatoria con respecto a la Ley de Herencia que se aplicaba a las parejas heterosexuales, y por tanto se violaba el artículo 14 de la Constitución Eslovena en contra de la discriminación. Este caso, Blažic and Kern v. Slovenia U-I-425/06-10, se resolvió el 2 de julio de 2009 cuando el Tribunal Constitucional dictaminó por unanimidad de sus 9 jueces que la ley de unión civil violaba el artículo 14 de la Constitución, dando al gobierno un plazo de 6 meses para que eliminara esta desigualdad. Fue la primera vez que el Constitucional explicitó que la cláusula 14 (1) de la Constitución que se refería a la protección contra la discriminación por "cualquier otra circunstancia personal" englobaba a la orientación sexual.
Ese mismo día, 2 de julio, la ministra de interior Katarina Kresal anunció que el gobierno presentaría una propuesta para ampliar el derecho al matrimonio a las parejas formadas por personas del mismo sexo, reafirmando el compromiso del gobierno de proporcionar los mismos derechos a todas las parejas.
El 21 de septiembre de 2009, el gobierno presentó un borrador del nuevo Código de Familia, en el cual se contemplaba la adopción homoparental. La ley pasó entonces por un periodo de debate público hasta el 1 de noviembre. En diciembre, el gobierno consideró algunas enmiendas a su propuesta para finalmente, el día 17 del mismo mes, aprobar el proyecto de ley, que el 3 de marzo de 2010 pasó la primera votación parlamentaria con 46 votos a favor frente a 38. La segunda votación se realizará presumiblemete a lo largo de 2010. De ser aprobada, la ley entraría en vigor el 1 de mayo de 2011.
El 3 de marzo de 2010, el Tribunal Constitucional dictaminó que una pareja de hombres de nacionalidad estadounidense y eslovena, que adoptó a una niña en los Estados Unidos, serían reconocidos como padres legales del niño en Eslovenia. El 17 de julio de 2011, el Ministerio de Relaciones de Trabajo, Familia y Asuntos sociales permitió a una mujer adoptar al hijo biológico de su pareja del mismo sexo, sobre la base de una ley de 1976.
El 3 de marzo de 2015, el Parlamento de Eslovenia integró una enmienda que permitió igualar los derechos de homosexuales y heterosexuales en el matrimonio, junto con el derecho a adopción. La enmienda, iniciativa del grupo opositor Izquierda Unida (ZL), fue adoptada con 51 votos a favor y 28 en contra. Además, dicha enmienda fue apoyada también por los gobernantes partidos SMC y SD y la opositora alianza ZaAB. La solución encontrada para llegar a dicho consenso fue declarar el matrimonio como la unión de dos personas, independientemente del sexo de los individuos.
El 20 de diciembre de 2015, los eslovenos rechazaron en referéndum los matrimonios entre personas del mismo sexo. Con un 63,36% de los votos ganó el no a la ley que concedía igualdad de derechos a las parejas del mismo sexo, incluidos el matrimonio y la adopción. La norma, que llevaba bloqueada desde su aprobación en marzo, ya no entraría en vigor. En el referéndum participaron un 35,5% del electorado.
El 24 de febrero de 2017, entró en vigor la ley de uniones civiles, que concede a las parejas del mismo sexo todos los derechos asociados al matrimonio salvo los referidos a la homoparentalidad (la capacidad de adoptar hijos o de recurrir a técnicas de reproducción asistida). El primer artículo de la ley, de hecho, enuncia de forma explícita que la unión entre personas del mismo sexo “no es un matrimonio”.

### Sentencia del Tribunal Constitucional de 2022
El 8 de julio de 2022, el Tribunal Constitucional dictaminó por 6 votos contra 3 que la definición heterosexual de matrimonio era incompatible con el requisito de igualdad de trato de la Constitución de Eslovenia. La discriminación contra las parejas del mismo sexo "no puede justificarse con el significado tradicional del matrimonio como unión entre un hombre y una mujer", dictaminó el tribunal. Encontró que el artículo 3 del Código de Familia, que definía el matrimonio como la unión de "un marido y una esposa", era incompatible con la Constitución. El tribunal ordenó al Parlamento Esloveno que adaptara la legislación en un plazo de seis meses, aunque la sentencia entró en vigor inmediatamente el 9 de julio. Como resultado, los matrimonios entre dos adultos del mismo sexo se pueden realizar en Eslovenia a partir de ese día. El tribunal escribió que la decisión "no disminuye la importancia del matrimonio tradicional como unión de un hombre y una mujer, ni cambia las condiciones bajo las cuales las personas del sexo opuesto se casan. Todo lo que significa es que las parejas del mismo sexo ahora pueden casarse como lo hacen las parejas heterosexuales". El tribunal también dictaminó que la prohibición de la adopción conjunta por parejas del mismo sexo era incompatible con el requisito constitucional de igualdad de trato. Eslovenia fue el primer país de la ex Yugoslavia en legalizar el matrimonio entre personas del mismo sexo, el primero del antiguo Bloque del Este (excluyendo Alemania Oriental) y el decimoctavo en Europa.
Los partidos del gobierno de coalición dieron la bienvenida a la decisión en anuncios en las redes sociales el mismo día. El ministro de Trabajo, Familia, Asuntos Sociales e Igualdad de Oportunidades, Luka Mesec, saludó la decisión judicial y dijo que preparará un proyecto de ley para ajustarse a la sentencia: "El Tribunal Constitucional nos ha ordenado que lo hagamos y lo haremos con el mayor placer". El primer ministro Robert Golob también acogió con satisfacción el fallo del tribunal. El gobierno publicó una legislación para enmendar el Código de Familia de acuerdo con el fallo del tribunal el 15 de julio y declaró que las enmiendas al código se tramitarían rápidamente en el Parlamento. El parlamento aprobó el proyecto de ley el 4 de octubre de 2022 en una votación de 48 a 29, y el proyecto de ley se envió para su publicación inmediata.

## Opinión pública
Una encuesta del Eurobarómetro publicada en diciembre de 2006 mostró que el 31% de los eslovenos apoyaban la legalización del matrimonio entre personas del mismo sexo y que el 17% opinaba que debería reconocerse el derecho de las parejas homosexuales a adoptar. Esta cifra se invirtió en 2019, cuando la misma encuestadora encontró que el 62% de los eslovenos pensaba que el matrimonio entre personas del mismo sexo debería permitirse en toda Europa, con un 35% estaba en contra.